# Erwin Martens
Erwin Martens (* 8. März 1956 in Cartwright, Manitoba) ist ein ehemaliger kanadischer Eishockeyspieler, der unter anderem für den Duisburger SC und ECD Iserlohn in der 2. Bundesliga aktiv war.

## Karriere
Erwin Martens spielte ab der Saison 1972/73 bei den Selkirk Steelers in der Manitoba Junior Hockey League (MJHL), mit denen er ein Jahr später den Centennial Cup gewann. In der Saison 1975/76 wurden die Winnipeg Clubs auf den Flügelstürmer aufmerksam und holten ihn in die Western Canada Hockey League (WCHL). Im Jahr 1976 absolvierte er ein Probetraining an der University of North Dakota, die ihn in ihr Eishockeyteam, die Fighting Sioux, aufnahm. Dort stieg er zum Assistenzkapitän auf und gewann 1980 mit seiner Mannschaft die Meisterschaft in der National Collegiate Athletic Association (NCAA).
Kurz vor seinem Universitätsabschluss entschloss sich Martens, seine Eishockeykarriere in Deutschland fortzusetzen. Er schloss sich dem Duisburger SC aus der 2. Bundesliga an, wurde aber noch während der laufenden Saison 1980/81 vom Ligakonkurrenten ECD Iserlohn verpflichtet. Er entwickelte sich zum Topscorer der Mannschaft, erhielt aber, nachdem der Bundesliga-Aufstieg zweimal verpasst worden war, im Jahr 1982 keinen neuen Vertrag mehr.
Martens beendete seine Spielerkarriere, um sein Bachelor-Studium der Informatik an der University of North Dakota zu beenden und anschließend einen Master in Wirtschaftswissenschaft zu erwerben. Beruflich war er im Bereich Risikomanagement unter anderem in führenden Positionen bei Credit Suisse und Lehman Brothers tätig.

## Erfolge und Auszeichnungen
- 1974 Centennial-Cup-Gewinn mit den Selkirk Steelers
- 1980 NCAA-Meister mit der University of North Dakota

## Karrierestatistik
(Legende zur Spielerstatistik: Sp oder GP = absolvierte Spiele; T oder G = erzielte Tore; V oder A = erzielte Assists; Pkt oder Pts = erzielte Scorerpunkte; SM oder PIM = erhaltene Strafminuten; +/− = Plus/Minus-Bilanz; PP = erzielte Überzahltore; SH = erzielte Unterzahltore; GW = erzielte Siegtore; 1 Play-downs/Relegation; Kursiv: Statistik nicht vollständig)

## Familie
Erwin Martens ist der ältere Bruder des Eishockeyspielers Robert Martens. Beide haben bei den Selkirk Steelers und beim ECD Iserlohn zeitweise gemeinsam in einer Mannschaft gespielt. 